# Trnava pri Laborci
Trnava pri Laborci és un poble i municipi d'Eslovàquia. Es troba a la regió de Košice, a l'est del país.

## Història
La primera referència escrita de la vila data del 1249.

## Demografia
| Godina             | 1994 | 2004   | 2014    | 2024   |
| ------------------ | ---- | ------ | ------- | ------ |
| Nombre de persones | 551  | 532    | 591     | 640    |
| Diferència         |      | −3,44% | +11,09% | +8,29% |

| Godina             | 2023 | 2024   |
| ------------------ | ---- | ------ |
| Nombre de persones | 636  | 640    |
| Diferència         |      | +0,62% |